# Грдовићи (Ариље)
Грдовићи су насеље у Србији у општини Ариље у Златиборском округу. Према попису из 2022. било је 503 становника.

## Порекло имена
Верује се да се село некад због своје лепоте звало Лепојевићи. После Косовске битке у селу више није било мушких глава, па су све жене биле завијене у црно. Путници који су пролазили кроз село сматрали су да селу не одговара стари назив, већ назив Грдовићи од речи грдно.

## Демографија
У насељу Грдовићи живи 357 пунолетних становника, а просечна старост становништва износи 36,1 година (35,1 код мушкараца и 37,0 код жена). У насељу има 149 домаћинстава, а просечан број чланова по домаћинству је 3,16.
Ово насеље је скоро у потпуности насељено Србима (према попису из 2002. године), а у последња три пописа, примећен је пораст у броју становника.
|  |

| Демографија | Демографија | Демографија |
| Година      | Становника  | Становника  |
| ----------- | ----------- | ----------- |
| 1948.       | 286         |             |
| 1953.       | 268         |             |
| 1961.       | 270         |             |
| 1971.       | 265         |             |
| 1981.       | 307         |             |
| 1991.       | 445         | 443         |
| 2002.       | 471         | 471         |

| Етнички састав према попису из 2002.‍ | Етнички састав према попису из 2002.‍ | Етнички састав према попису из 2002.‍ | Етнички састав према попису из 2002.‍ | Етнички састав према попису из 2002.‍ |
| ------------------------------------ | ------------------------------------ | ------------------------------------ | ------------------------------------ | ------------------------------------ |
|                                      |                                      |                                      |                                      |                                      |
| Срби                                 | Срби                                 |                                      | 467                                  | 99,15%                               |
| Југословени                          | Југословени                          |                                      | 3                                    | 0,63%                                |
| Муслимани                            | Муслимани                            |                                      | 1                                    | 0,21%                                |
| непознато                            | непознато                            |                                      | 0                                    | 0,0%                                 |

| Година пописа     | 1948. | 1953. | 1961. | 1971. | 1981. | 1991. | 2002. |
| ----------------- | ----- | ----- | ----- | ----- | ----- | ----- | ----- |
| Број домаћинстава | 56    | 58    | 59    | 76    | 92    | 146   | 149   |

| Број чланова      | 1  | 2  | 3  | 4  | 5  | 6 | 7 | 8 | 9 | 10 и више | Просек |
| ----------------- | -- | -- | -- | -- | -- | - | - | - | - | --------- | ------ |
| Број домаћинстава | 24 | 26 | 32 | 45 | 15 | 5 | 2 | 0 | 0 | 0         | 3,16   |

| Пол    | Укупно | Неожењен/Неудата | Ожењен/Удата | Удовац/Удовица | Разведен/Разведена | Непознато |
| ------ | ------ | ---------------- | ------------ | -------------- | ------------------ | --------- |
| Мушки  | 182    | 53               | 116          | 9              | 4                  | 0         |
| Женски | 195    | 44               | 116          | 28             | 7                  | 0         |
| УКУПНО | 377    | 97               | 232          | 37             | 11                 | 0         |

| Пол    | Укупно                    | Пољопривреда, лов и шумарство | Рибарство                            | Вађење руде и камена | Прерађивачка индустрија       |
| ------ | ------------------------- | ----------------------------- | ------------------------------------ | -------------------- | ----------------------------- |
| Мушки  | 104                       | 15                            | 0                                    | 0                    | 57                            |
| Женски | 88                        | 5                             | 0                                    | 0                    | 57                            |
| УКУПНО | 192                       | 20                            | 0                                    | 0                    | 114                           |
| Пол    | Производња и снабдевање   | Грађевинарство                | Трговина                             | Хотели и ресторани   | Саобраћај, складиштење и везе |
| Мушки  | 2                         | 5                             | 5                                    | 2                    | 4                             |
| Женски | 1                         | 1                             | 4                                    | 5                    | 0                             |
| УКУПНО | 3                         | 6                             | 9                                    | 7                    | 4                             |
| Пол    | Финансијско посредовање   | Некретнине                    | Државна управа и одбрана             | Образовање           | Здравствени и социјални рад   |
| Мушки  | 0                         | 0                             | 4                                    | 6                    | 0                             |
| Женски | 0                         | 0                             | 2                                    | 6                    | 6                             |
| УКУПНО | 0                         | 0                             | 6                                    | 12                   | 6                             |
| Пол    | Остале услужне активности | Приватна домаћинства          | Екстериторијалне организације и тела | Непознато            | Непознато                     |
| Мушки  | 1                         | 0                             | 0                                    | 3                    | 3                             |
| Женски | 0                         | 0                             | 0                                    | 1                    | 1                             |
| УКУПНО | 1                         | 0                             | 0                                    | 4                    | 4                             |